# Gustavo Adolfo Becker
Para el poeta español véase Gustavo Adolfo Bécquer
Gustavo Adolfo Becker Lasso (Barcelona, España; 16 de junio de 1966) es un atleta olímpico español retirado, especializado en el salto de altura. En 1992 logró la segunda mejor marca de la historia del salto español (2,30 metros). Tras su retirada, ha ejercido de entrenador.

## Biografía
Hijo de padre alemán, Gustavo Adolfo Becker nació en Barcelona en 1966. Empezó a destacar en 1985, cuando estableció un nuevo récord nacional de salto, en categoría juvenil, con una marca de 2,23 m.
Inició su carrera deportiva en las filas del FC Barcelona. En 1989 fichó por el Kelme y cuando el club alicantino se disolvió, en 1992, recaló en el Larios A.A.M., previo paso por el CN Poblenou. Fue campeón de España de salto de altura al aire libre en cuatro ocasiones (1985, 1986, 1989 y 1994) y otras tantas veces en pista cubierta (1985, 1989, 1993 y 1997).
En campeonatos internacionales, se adjudicó la medalla de plata en los Juegos Mediterráneos de 1993. Fue también plata en el Campeonato Iberoamericano de 1992 y bronce en las ediciones de 1986 y 1990. Participó los Juegos Olímpicos de Barcelona 1992, donde accedió a la final de salto. Terminó en undécima posición —de catorce participantes— con un salto de 2,28, el mejor registro logrado por un saltador español en unos Juegos Olímpicos, pero lejos de la marca del campeón de esa edición, Javier Sotomayor (2,34).
En julio de 1992 logró su mejor marca personal, con un salto de 2,30, un centímetro por debajo del récord español establecido por Arturo Ortiz un año antes. Este registro es actualmente el récord de Cataluña de salto de altura.

## Historial internacional
| Año  | Evento                                            | Lugar                         | Puesto | Marca   |
| ---- | ------------------------------------------------- | ----------------------------- | ------ | ------- |
| 1986 | Campeonato Iberoamericano de Atletismo            | La Habana, Cuba               | 3º     | 2,18 m. |
| 1989 | Copa del Mundo de Atletismo                       | Barcelona, España             | 7º     | 2,20 m. |
| 1990 | Campeonato Iberoamericano de Atletismo            | Manaus, Brasil                | 3º     | 2,15 m. |
| 1991 | Campeonato Mundial de Atletismo en Pista Cubierta | Sevilla, España               | Q      | 2,20 m. |
| 1991 | Campeonato Mundial de Atletismo                   | Tokio, Japón                  | Q      | 2,24 m. |
| 1991 | Juegos Mediterráneos                              | Atenas, Grecia                | 7º     | 2,20 m. |
| 1992 | Copa del Mundo de Atletismo                       | La Habana, Cuba               | 7º     | 2,15 m. |
| 1992 | Campeonato Iberoamericano de Atletismo            | Sevilla, España               | 2º     | 2,26 m. |
| 1992 | Juegos Olímpicos                                  | Barcelona, España             | 11º    | 2,28 m. |
| 1993 | Campeonato Mundial de Atletismo en Pista Cubierta | Toronto, Canadá               | Q      | 2,20 m. |
| 1993 | Campeonato Mundial de Atletismo                   | Stuttgart, Alemania           | Q      | 2,20 m. |
| 1993 | Juegos Mediterráneos                              | Languedoc-Roussillon, Francia | 2º     | 2,23 m. |
| 1995 | Campeonato Mundial de Atletismo en Pista Cubierta | Barcelona, España             | Q      | 2,20 m. |
| 1997 | Campeonato Mundial de Atletismo en Pista Cubierta | París, Francia                | Q      | 2,15 m. |

## Mejores marcas
| Prueba                           | Fecha      | Lugar         | Tiempo | Tiempo             |
| -------------------------------- | ---------- | ------------- | ------ | ------------------ |
| Salto de altura (aire libre)     | 04/07/1992 | Eberstadt     | 2,30 m | Récord de Cataluña |
| Salto de altura (pista cubierta) | 05/02/95   | San Sebastián | 2,28 m | Récord de Cataluña |

## Palmarés

### Internacional
- Campeonato Iberoamericano de Atletismo - Salto de altura
  -  Plata (1): 1992
  -  Bronce (2): 1986, 1990

- Juegos Mediterráneos - Salto de altura
  -  Plata (1): 1993

### Nacional
- Campeonato de España de Atletismo al aire libre  - Salto de altura (4): 1985, 1986, 1989 y 1994
- Campeonato de España en pista cubierta - Salto de altura (4): 1985, 1989, 1993 y 1997
- Campeonato de Cataluña al aire libre - Salto de altura (7): 1985, 1986, 1989, 1993, 1994, 1995 y 1996
- Campeonato de Cataluña en pista cubierta - Salto de altura(4): 1992, 1993, 1995 y 1997